# 2004-es Formula–1 monacói nagydíj
A monacói nagydíj volt a 2004-es Formula–1 világbajnokság hatodik futama, amelyet 2004. május 23-án rendeztek meg a monacói Circuit de Monacón, Monacóban.

## Csütörtöki versenyzők
A Formula–1 többi versenyétől eltérően, Monacóban – péntek helyett – csütörtökön tartják az első két szabadedzést.
| Versenyző        | Csapat/Motor     |
| ---------------- | ---------------- |
| Anthony Davidson | BAR-Honda        |
| nem volt         | Sauber-Petronas  |
| Björn Wirdheim   | Jaguar-Cosworth  |
| Ricardo Zonta    | Toyota           |
| Timo Glock       | Jordan-Ford      |
| Bas Leinders     | Minardi-Cosworth |

## Időmérő edzés
A szűk utcai versenypályán Jarno Trulli pályafutása során először szerezte meg a rajtelsőséget. Ralf Schumacher második időt autózott a kvalifikáción ám autójában motort kellett cserélni így a második helyett a tizenkettedik pozícióból volt kénytelen rajtolni.
| Helyezés | Versenyző            | Csapat/Motor     | Idő      | Különbség |
| -------- | -------------------- | ---------------- | -------- | --------- |
| 1        | Jarno Trulli         | Renault          | 1:13.985 | –         |
| 2        | Ralf Schumacher      | Williams-BMW     | 1:14.345 | + 0.360   |
| 3        | Jenson Button        | BAR-Honda        | 1:14.396 | + 0.411   |
| 4        | Fernando Alonso      | Renault          | 1:14.408 | + 0.423   |
| 5        | Michael Schumacher   | Ferrari          | 1:14.516 | + 0.531   |
| 6        | Kimi Räikkönen       | McLaren-Mercedes | 1:14.592 | + 0.607   |
| 7        | Rubens Barrichello   | Ferrari          | 1:14.716 | + 0.731   |
| 8        | Szató Takuma         | BAR-Honda        | 1:14.827 | + 0.842   |
| 9        | David Coulthard      | McLaren-Mercedes | 1:14.951 | + 0.966   |
| 10       | Juan Pablo Montoya   | Williams-BMW     | 1:15.039 | + 1.054   |
| 11       | Giancarlo Fisichella | Sauber-Petronas  | 1:15.352 | + 1.367   |
| 12       | Mark Webber          | Jaguar-Cosworth  | 1:15.725 | + 1.740   |
| 13       | Olivier Panis        | Toyota           | 1:15.859 | + 1.874   |
| 14       | Christian Klien      | Jaguar-Cosworth  | 1:15.919 | + 1.934   |
| 15       | Cristiano da Matta   | Toyota           | 1:16.169 | + 2.184   |
| 16       | Felipe Massa         | Sauber-Petronas  | 1:16.248 | + 2.263   |
| 17       | Nick Heidfeld        | Jordan-Ford      | 1:16.488 | + 2.503   |
| 18       | Giorgio Pantano      | Jordan-Ford      | 1:17.443 | + 3.458   |
| 19       | Baumgartner Zsolt    | Minardi-Cosworth | 1:20.060 | + 6.075   |
| 20       | Gianmaria Bruni      | Minardi-Cosworth | 1:20.115 | + 6.130   |

* Ralf Schumacher tízhelyes rajtbüntetést kapott motorcsere miatt.

## Futam
A vasárnapi versenyen Olivier Panis Toyotája leragadt a rajtrácson, s emiatt meg kellett ismételni a rajtot. A második rajtnál Szató Takuma kiugrott a rajtnál, és körökön keresztül füstölő motorral tartotta fel a mögötte autózokat. A második körben a japán motorja leállt. Giancarlo Fisichella a füstben hátulról beleszaladt az előtte haladó Coulthardba. Mindketten kiestek a versenyből. A 41. körben Alonso az alagútban megpróbálta lekörözni Ralf Schumachert, de a spanyol megcsúszott és a korlátnak ütközött. A baleset miatt bejön a biztonsági autó. Trulli és Button is kijött ekkor a boxkiállására. Az élre Michael Schumacher került. Montoya nagyon közel autózott a Ferrari mögött, és amikor Michael fékezett egyet, hogy gumijait melegítse, a kolumbiai belement a német Ferrarijába. Mindketten kiestek, a versenyt a pole-ból induló Trulli nyerte.
| Helyezés | Rajtszám | Versenyző            | Csapat/Motor     | Futott kör | Idő/Kiesés oka | Rajthely | Pont |
| -------- | -------- | -------------------- | ---------------- | ---------- | -------------- | -------- | ---- |
| 1        | 7        | Jarno Trulli         | Renault          | 77         | 1h45:46.601    | 1        | 10   |
| 2        | 9        | Jenson Button        | BAR-Honda        | 77         | + 0.497        | 2        | 8    |
| 3        | 2        | Rubens Barrichello   | Ferrari          | 77         | + 1:15.766     | 6        | 6    |
| 4        | 3        | Juan Pablo Montoya   | Williams-BMW     | 76         | + 1 kör        | 9        | 5    |
| 5        | 12       | Felipe Massa         | Sauber-Petronas  | 76         | + 1 kör        | 16       | 4    |
| 6        | 16       | Cristiano da Matta   | Toyota           | 76         | + 1 kör        | 15       | 3    |
| 7        | 18       | Nick Heidfeld        | Jordan-Ford      | 75         | + 2 kör        | 17       | 2    |
| 8        | 17       | Olivier Panis        | Toyota           | 74         | + 3 kör        | 13       | 1    |
| 9        | 21       | Baumgartner Zsolt    | Minardi-Cosworth | 71         | + 6 kör        | 19       |      |
| 10       | 4        | Ralf Schumacher      | Williams-BMW     | 69         | Váltóhiba      | 12       |      |
| Ki       | 1        | Michael Schumacher   | Ferrari          | 45         | Baleset        | 4        |      |
| Ki       | 8        | Fernando Alonso      | Renault          | 41         | Baleset        | 3        |      |
| Ki       | 6        | Kimi Räikkönen       | McLaren-Mercedes | 27         | Kerékhiba      | 5        |      |
| Ki       | 20       | Gianmaria Bruni      | Minardi-Cosworth | 15         | Váltóhiba      | 20       |      |
| Ki       | 19       | Giorgio Pantano      | Jordan-Ford      | 12         | Váltóhiba      | 18       |      |
| Ki       | 14       | Mark Webber          | Jaguar-Cosworth  | 11         | Váltóhiba      | 11       |      |
| Ki       | 10       | Szató Takuma         | BAR-Honda        | 2          | Motorhiba      | 7        |      |
| Ki       | 5        | David Coulthard      | McLaren-Mercedes | 2          | Ütközés        | 8        |      |
| Ki       | 11       | Giancarlo Fisichella | Sauber-Petronas  | 2          | Ütközés        | 10       |      |
| Ki       | 15       | Christian Klien      | Jaguar-Cosworth  | 0          | Baleset        | 14       |      |

## A világbajnokság élmezőnyének állása a verseny után
| H  | Versenyzők         | Pont | H  | Konstruktőrök   | Pont |
| -- | ------------------ | ---- | -- | --------------- | ---- |
| 1. | Michael Schumacher | 50   | 1. | Ferrari         | 88   |
| 2. | Rubens Barrichello | 38   | 2. | Renault         | 52   |
| 3. | Jenson Button      | 32   | 3. | BAR-Honda       | 40   |
| 4. | Jarno Trulli       | 31   | 4. | Williams-BMW    | 35   |
| 5. | Juan Pablo Montoya | 23   | 5. | Sauber-Petronas | 7    |

## Statisztikák
A versenyben vezettek:
- Jarno Trulli 72 kör (1–23., 26–42., 46–77.),
- Fernando Alonso 1 kör (24.)
- Michael Schumacher 4 kör (25., 43–45.).
- Ez volt Jarno Trulli első Formula–1-es pole pozíciója és máig egyetlen futamgyőzelme, Michael Schumacher 61. (R) leggyorsabb köre.
- Jarno Trulli és Jenson Button 4., Rubens Barrichello 47. dobogós helyezése.
- Renault 17. győzelme.
- Michael Schumacher ezen az egy versenyen esett ki a 2004-es világbajnokságban.
- Olivier Panis a boxutcából kezdte meg a versenyt.